# Зоряна брама: Континуум
«Зоряна брама: Континуум» (англ. StarGate: Continuum) — американський художній фільм, заснований на популярному науково-фантастичному телесеріалі «Зоряна брама: SG-1». Знімання почалося 23 березня 2007 року. Поставив стрічку Мартін Вуд, який створив понад 70 епізодів «SG-1» і його спін-оффу «Зоряна брама: Атлантида». Фільм спільно фінансувався студією MGM і компанією 20th Century Fox Home Entertainment. Бюджет фільму склав 7 млн доларів.
У ході чергової операції команди SG-1 зі знищення ґоа'улдів відбуваються події, які наштовхують героїв на думку, що структуру часу було змінено. У результаті цього впливу вся програма Зоряних брам виявилася викресленою з історії, а Землі загрожує величезний флот вторгнення, протиставити якому людям практично нічого.
Теглайн: «Історія ніколи не може повторитися знову».

## Сюжет
Команада SG-1 і генерал Джек О'Нілл були запрошені на церемонію вилучення симбіонта-ґоа'улда з останнього клона Ба'ала, після того, як всі інші були знайдені. Ба'ал при цьому насміхається, стверджуючи що він не останній, а інший Ба'ал в цей час втілює план помсти. Показується як Ба'ал перемістився на Землю в 1939 рік на корабель «Ахіллес», що перевозив Зоряну браму з Єгипту в США. Дідові Мітчелла, капітанові судна, вдається перед загибеллю викинути залишену Ба'алом бомбу за борт.
На церемонії через це спочатку Вала Мал Доран і Тіл'к розчиняються в повітрі, а за ними Ток'ра разом зі своїми будівлями. Мітчелл, Картер і Деніел встигають втекти крізь Браму на Землю, але О'Нілла вбиває клон Ба'ала. Вони опиняються в трюмі «Ахіллеса», який залишився в Арктиці, не доставивши Браму до США. Як наслідок, програми Зоряних брам ніколи не існувало. Спроби вибратися з «Ахіллеса» спричиняють його затоплення, але команда рятується, після чого їх знаходить загін полковника Джека О'Нілла, який вирушив туди на розвідку, виявивши активацію Зоряної брами. Попри те що генерал Хенк Лендрі вірить їхній розповіді, він забороняє SG-1 змінювати минуле. Через зміну історії Картер утвореного альтернативного світу розбилася на шаттлі, Мітчелл взагалі не народився через загибель діда, а Деніел досі є звичайним археологом, який марно доводить палеоконтакт. Члени SG-1 змушені почати нове життя, пристосовуючись до зміненої історії.
Через рік до Землі наближаються кораблі ґоа'улдів. За 70 років Ба'ал, використовуючи знання майбутнього, переміг всіх інших Системних владик і зібрав флот, щоб захопити Землю в останню чергу. Кетеш в тілі Вали досі є королевою Ба'ала, а Тіл'к — його першим помічником. Президент США Гейс і генерал Хеммонд розповідають SG-1 про знахідку другої Брами в Антарктиді та застави Древніх. SG-1 відправляються на завдання добути джерело живлення для застави Древніх, і за допомогою її зброї відбити атаку ґоа'улдів. Ба'ал тим часом оголошує, що не збирається знищувати Тау'рі (землян). Однак Кетеш, яка запідозрила, що Ба'ал здобував усі свої перемоги нечесним шляхом, змушує його розповісти правду. Той розповідає про свою машину часу. Кетеш вбиває Ба'ала і наказує почати орбітальне бомбардування поверхні Землі, а сама збирається знайти і захопити машину часу Ба'ала.
Тим часом росіянам вдалося підняти Зоряну браму з дна океану. На винищувачі, пілотовані SG-1 нападають бойові кораблі ґоа'улдів — алкеші, але своєчасне втручання ланки російських МіГів рятує SG-1. Тіл'к також прибуває в будівлю, де зберігається Брама, сподіваючись дістатися до машини часу раніше за Кетеш. SG-1 вдається переконати Тіл'ка співпрацювати з ними і вирушити через Браму до машини часу Ба'ала. З'ясовується, що Ба'ал розмістив у багатьох зоряних системах супутники стеження за сонячними спалахами, щоб за допомогою суперкомп'ютера розраховувати спричинювані ними переміщення в часі через Брами. SG-1 необхідно чекати потрібного спалаху, щоб потрапити в минуле, але надходять війська Кетеш. Тіл'к, Картер і Деніел в перестрілці з ними отримують смертельні поранення. Лише Мітчеллу вдається встигнути стрибнути через Браму в 1929 рік. Тіл'к перед смертю знищує суперкомп'ютер і Кетеш вибухом гранати.
Мітчелл, проживши 10 років в минулому, пробирається на борт «Ахіллеса» і, сховавшись в трюмі корабля, вбиває Ба'ала, щойно той вийшов з Брами. Історія відновлюється, SG-1 спостерігають за церемонією вилучення симбіонта, яка проходить, як і було заплановано. Слова клона Ба'ала про помсту не справджуються, Деніел розмірковує над ними, але Мітчелл радить не думати про це.

## Ролі
| Актор               | Роль                                    |
| ------------------- | --------------------------------------- |
| Річард Дін Андерсон | генерал-майор/полковник Джек О'Нілл     |
| Майкл Шенкс         | доктор Деніел Джексон                   |
| Аманда Таппінг      | полковник Саманта Картер                |
| Крістофер Джадж     | Тіл'к                                   |
| Бен Браудер         | полковник Кемерон Мітчелл, дід Мітчелла |
| Клаудія Блек        | Вала Мал Доран / Кетеш                  |
| Бо Бріджес          | генерал-майор Хенк Лендрі               |
| Кліфф Саймон        | Ба'ал                                   |
| Дон С. Девіс        | генерал-лейтенант Джордж Хеммонд        |
| Жаклін Самуд        | Ніррті                                  |

## Виробництво
Приблизно через місяць після смерті Дона С. Девіса цей фільм потрапив у магазини, тому це його остання поява у ролі генерала Джорджа Хеммонда.
Фільм присвячений пам'яті Пола Маккана і Ентоні Гунтрода.

## Знімальна група
- Режисер — Мартін Вуд
- Сценарист — Бред Райт, Джонатан Гласснер
- Продюсер — Роберт С. Купер, Джон Дж. Леник, Бред Райт
- Композитор — Джоел Голдсміт

## Критика
Рейтинг на IMDb — 7,6/10.